# Монард
Монард (англ. Monard; ирл. An Mhóin Ard) — деревня в Ирландии, находится в графстве Корк (провинция Манстер).
Монард — новое поселение, расположенное на 966 акрах земли. Здесь есть 5000 домов для 13000 людей, а также школы, медицинский центр и прочая инфраструктура. По концепции Монард задуман быть похожим на Адамстаун.
Учитывая лопнувший пузырь на рынке недвижимости, реализация планов задерживается, но ожидается к 2013—2014 году.